# Dammen-Edsjön
Dammen-Edsjön este o arie protejată (arie specială de conservare — SAC, sit de importanță comunitară — SCI) din Suedia întinsă pe o suprafață de 118,3 ha, integral pe uscat.

## Localizare
Centrul sitului Dammen-Edsjön este situat la coordonatele 59°57′50″N 18°22′35″E / 59.9638°N 18.3763°E.

## Înființare
Situl Dammen-Edsjön a fost declarat sit de importanță comunitară în iunie 1996 pentru a proteja 1 specie de plante și 2 specii de animale. Situl a fost protejat și ca arie specială de conservare în martie 2011.

## Biodiversitate
Situată în ecoregiunea boreală, aria protejată conține 5 habitate naturale: Lacuri și iazuri distrofice naturale, Păduri fino-scandinave bogate în ierburi cu Picea abies, Taiga vestică, Cursuri de apă de la nivel de câmpie la nivel montan, cu vegetație Ranunculion fluitantis și Callitricho-Batrachion, Mlaștini turboase de tranziție și turbării mișcătoare.
La baza desemnării sitului se află mai multe specii protejate:
- plante (1): Buxbaumia viridis
- nevertebrate (2): Cucujus cinnaberinus, Xyletinus tremulicola